# Red Angus

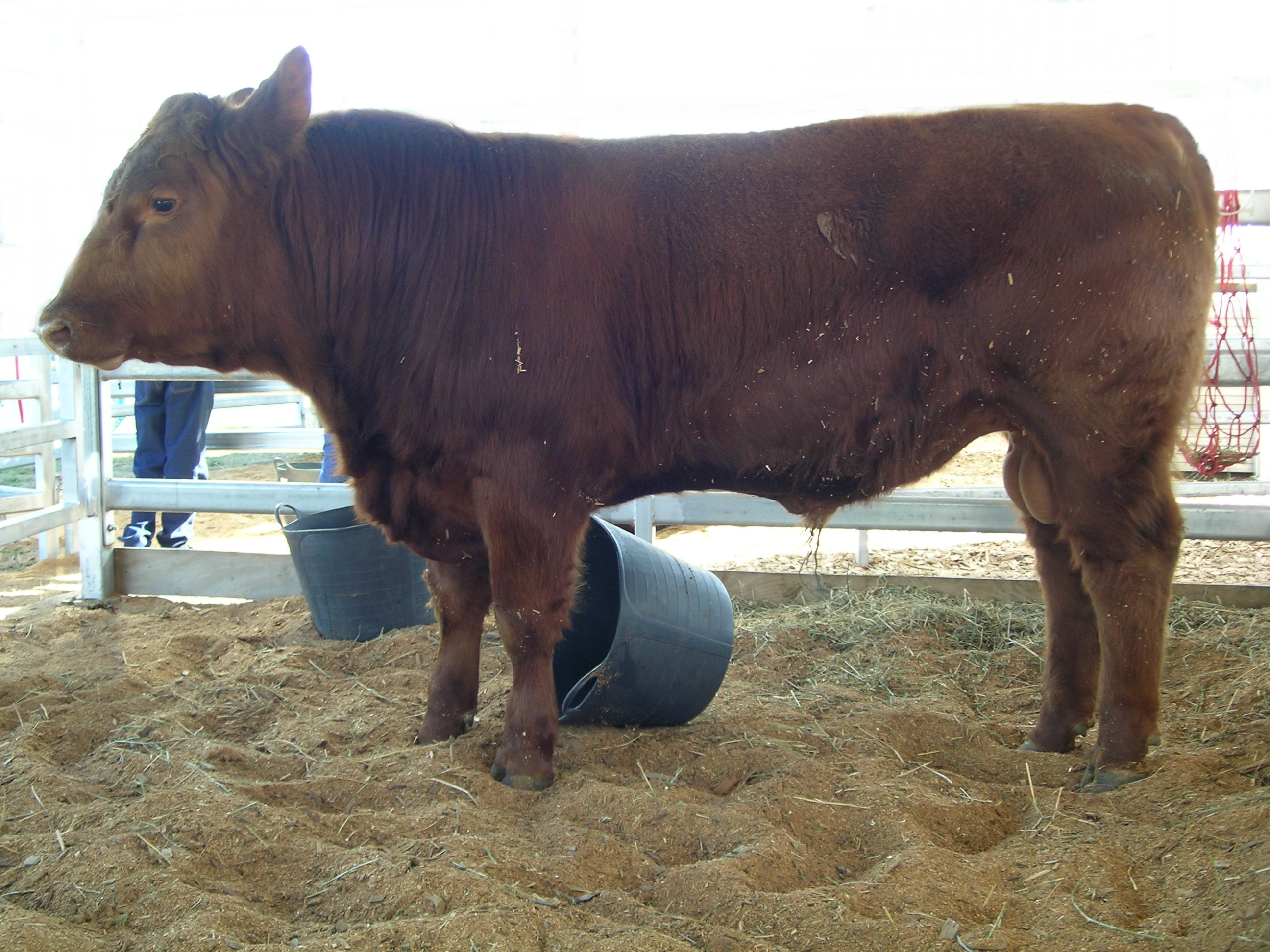
Red Angus

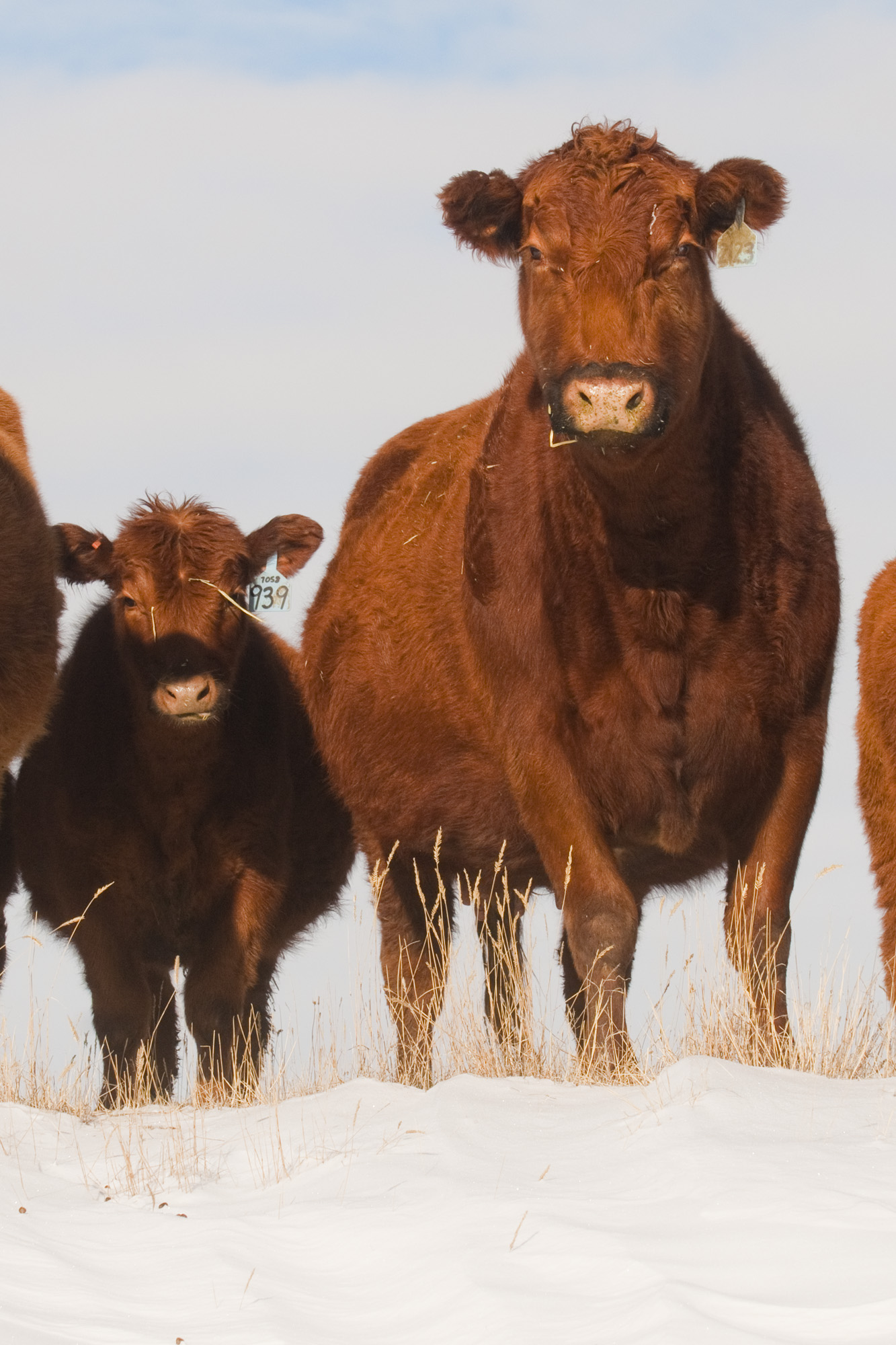

Red Angus este o rasă roșiatică de bovină, extrem de populară în prezent, în special pe teritoriul Statelor Unite ale Americii.

## Origine
Animalele sunt cunoscute de secole și își au originea în Europa, numele lor fiind strâns legat de norseman, popor nomad împreună cu care s-au stabilit pe coastele Angliei și Scotiei, la începutul secolului al XVIII-lea. Aspectul lor bizar le-a făcut să fie descriese drept vaci scunde, atipice, lipsite de coarne și a stârnit batjocora localnicilor. 
Vikingii s-au stabilit în zonele de astăzi ale orașului Aberdeen cu tot cu vitele lor fără de coarne. În timp, pe măsură ce s-au adaptat locurilor, au ajuns să își împerecheze animalele cu vitele băștinașilor. Acestea aveau un aspect comun, erau negre, cu coarne lungi și drepte. Rezultatul a fost Aberdeen Angus, o specie de bovină caracterizată printr-o culoare negru închis și, spre surprindere tuturor, lipsită de coarne. 
Lipsa acestei părți anatomice atât de comune a devenit un element unic pentru Anglia și Scotia, starnind amuzamentul și ironiile oamenilor. Localnicii din Aberdeen erau, in plus, deranjați de faptul că vitele erau scunde și nu prea puternice, nefiindu-le de folos la munca de câmp. În speranța obținerii unor animale pe care să le considere cu adevărat folositoare, au încercat, deci, o altă încrucișare de specii. Cea mai potrivită a părut a fi cea cu English Longhorns, specie de origine engleză, care, după cum îi spune numele, avea coarne foarte lungi si era mare, roșcată, voinică. Mulțumirea băștinașilor nu a fost mică la realizarea unor exemplare mai mari decât ce avuseseră până atunci, puternice, dar, spre surprindere tuturor, care nu deprinseseră și caracteristica coarnelor. Acestea au primit numele de Red Angus și Black Angus și au atras asupra lor cuvinte precum: „caraghioase”, „neobișnuite”, „bondoace”.
De-a lungul timpului, speciile s-au răspândit, iar un procentaj mare din exemplarele existente și acum își au rădăcinile la Old Granny 125(1) sau Old Jock, care au populat specia Red și Black Angus, din 1824. Old Granny a devenit atunci un idol al speciei Angus, dând naștere la 29 de viței, dintre care 11 au fost înregistrați în Cartea de Onoare Angus. Deosebita Old Granny și-a găsit sfârșitul o dată cu un fulger care a trăsnit-o în mijlocul pășunilor la vârsta de 35 de ani.
Zvonul principal cum că negrul ar fi culoarea oficială a speciei Angus a fost menținut de un fermier din acele vremuri, pentru simplul fapt că cel mai bun și mai puternic taur al lui era negru. Astfel, de-a lungul timpului, exemplarele roșcate au fost marginalizate.
În anul 1873, Black și Red Angus și-au făcut drum spre Statele Unite ale Americii.

## Caracteristici ale tipurilor de carne Red Angus
Red Angus și Black Angus au aceleași caracteristici. Marmorarea este caracteristică cea mai relevantă, atunci când se ia în discuție carnea de vită, indiferent de specia să. Acest atribut face referire la cantitatea de grăsime din țesutul muscular. Majoritatea cunosctorilor sunt de acord că marmorarea îmbunătățește aroma, textura și menține carnea umedă, în timpul gătirii (în special la temperaturi înalte). 
Calitatea cărnii depinde de foarte multe aspecte: zona climatică în care a fost crescut animalul, cu ce a fost hrănit, îngrijirea acordată, vârsta. 

## Certificarea USDA
În SUA, unde speciile angus sunt foarte populare, simpla apartenență la specie nu este o garanție a calității. Ministerul Agriculturii (USDA - United States Department of Agriculture) , prin AMS (Agricultural Marketing Service) inspectează atent carnea de vită, indiferent de specia și proveniența sa. Această măsură obligatorie este luată din motive de siguranță. Acordarea de calificative, însă, este opțională și este făcută pe cheltuiala crescătorului. 
Calificativele cele mai populare în SUA sunt Prime, Choice și Select.
Prime este acordat vitelor tinere, bine hrănite. Are un grad mare de marmorare și este atât fragedă, cat și suculentă, atunci când este gătită. Aproximativ 2% din vite primesc aceasta calitate, iar carnea Prime este vândută în restaurante exclusiviste sau piețe de specialitate. 
Certificarea Choice garanteaza o foarte mare calitate, și o marmorare usor mai puțină, decât rarul Prime. Carnea este foarte bună și apreciată. Dacă nu este gătită corespunzător, are tendință de a deveni mai puțin fragedă și mai puțin suculentă. Carnea de vita Choice este disponibilă în magazinele din SUA, însă, cel mai adesea, se vinde la cererea expresă a clienților. 
Carnea de vită Select are mult mai puțină marmorare și este posibil să fie uscată și dură. Pentru rezultate optime, se recomandă marinarea sa, pentru a îi oferi un plus de savoare și frăgezime. 
Calificativele Standard și Commercial sunt adesea vândute că "negradate" sau purtând numele unui brand de magazin. Marinarea acestor cărnuri este necesară.
Utility, Cutter și Canner sunt foarte rar vândute drept carne de consum. Se folosesc fie în carnea tocată, fie în produse ambalate la cutie sau chiar la mâncare de câini.